# Bedros Kirkorow
Bedros Filipow Kirkorow (bułg. Бедрос Филипов Киркоров, ur. 2 czerwca 1932 w Warnie, zm. 18 marca 2025 w Moskwie) – bułgarski piosenkarz.
Ludowy Artysta Federacji Rosyjskiej oraz Ludowy Artysta Bułgarii. Ojciec Filippa Kirkorowa.